# На другия ден
„На другия ден“ (на английски: The Day After) e филм на режисьора Николас Мейер, заснет в 1983 година.
Във филма „На другия ден“ се описва ситуация наподобяваща на Берлинската криза от 1961 година, която води до трета световна война.
Събитията в него показват не само нагнетената обстановка в началото на конфликта, но и последствията от евентуалната ядрена война: разруха, страх, глад, студ и болести. Филмът е реалистичен, независимо от това, че мащабът и последствията на катастрофата са намалени. Филмът е заснет в САЩ в началото на епохата в надпреварата във въоръжаването, в същото време, когато хората са били достатъчно наплашени от „студената война“.
Филмът е заснет в Лорънс, Канзас. Авторите изказват благодарност на населението, за оказаното съдействие.